# Lohusalu
Lohusalu é uma aldeia na Freguesia de Keila, Harjumaa, Estônia. A vila abrange a península de Lohusalu. Em 2000, teve a população de 221 habitantes.
A paisagem da Lohusalu é bastante diversificada, embora seja maior parte coberta por uma floresta de pinheiros com blueberries para sub-bosque. Arenarias do mar e rosas japonesas crescem em abundância nas praias.
Perto da península de Lohusalu, pela baía de Lohusalu, encontra-se parte do naufrágio do navio de passageiros Iosif Stalin.

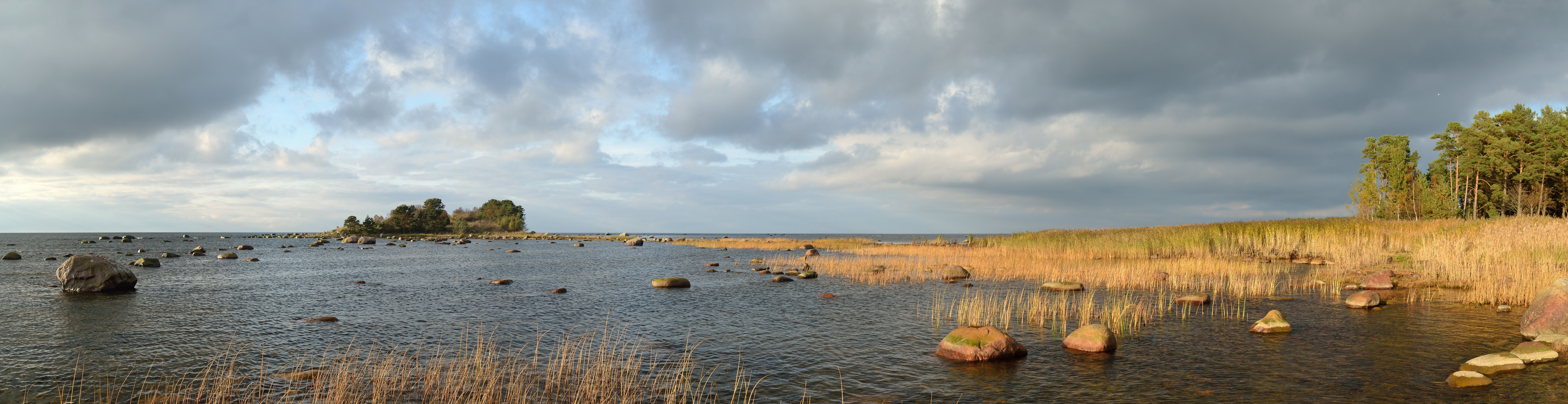
Cabo Nabe